# دعای مشلول
دعای مشلول دعایی است که از امام اول شیعیان، علی بن ابیطالب نقل شده است و نام دیگرِ آن، دعای «اَلشّابُّ المَأخُوذُ بِذَنبِه» است که به معنی «جوانی که به سبب گناهش مجازات شده بود» می‌باشد. 
از لحاظ لغوی، مشلول به معنی شخصی تعبیر میشود که قسمتی از جسم او شَل شده است. بنا بر روایات شیعی: دعای مشلول را علی بن ابیطالب به یک فرد جوانی تعلیم داده است که آن جوان به سبب گناه و ظلم در حق پدرش شَل گردیده بود، سپس وی دعای مشلول را می‌خواند و خداوند به واسطه ی این دعا آن مرد را شفا میدهد. 

## سند
سندیت دعای «اَلشّابُّ المَأخُوذُ بِذَنبِه» (مشلول) در کتاب‌های شیعی ذکر شده است و این دعا توسط سید بن طاووس در کتاب مهج الدعوات، کفعمی در کتاب بلد الامین و علامه مجلسی در کتاب بحار الانوار نقل شده است. همچنین این دعا توسط شیخ عباس قمی --در مفاتیح الجنان-- ذکر شده است.

## متن
ابتدای این دعا با این عبارات آغاز می‌شود:
« اللَّهُمَّ إِنِّی أَسْأَلُکَ بِإِسْمِکَ بِسْمِ الله الرَّحْمنِ الرَّحِیمِ یا ذا الجَلالِ وَالاِکْرامِ یا حَیُّ یا قَیُّومُ ، یا حَیُّ لا إِلهَ إِلاّ أَنْتَ ، یا هُو یا مَنْ لایَعْلَمُ ماهُوَ وَلا کَیْفَ هُوَ وَلا أَیْنَ هُوَ وَلا حَیْثُ هُوَ إِلاّ هُوَ ...» معنی: «خدایا از تو می خواهم به نامت بسم الله الرحمن الرحیم، ای صاحب جلال و بزرگواری ای زنده پاینده ای زنده ای که معبودی جز تو نیست، ای کسی که جز او کسی نداند که چیست او و چگونه است او و در کجاست او و در کدام سو است ...»

## مضمون دعا
قسمت عمده دعای مشلول، مشتمل بر صدا کردن خدا به وسیله «اسماء حسنای» آن می‌شود. در این دعا، تکیه اصلی بر مناجات با پروردگار و توسل جستن به خدا توسط اسماء و صفتهای آن می‌باشد. در انتهای دعای مشلول، با قسم دادن خدا به بعضی از اسامیِ آن و ذکر تعدادی از آیه‌های قرآنی، خواسته‌های شخص از پروردگار درخواست میشوند و با ذکر صلوات تمام می‌شود.